# İnece, Kırklareli
İnece là một thị trấn thuộc huyện Kırklareli, tỉnh Kırklareli, Thổ Nhĩ Kỳ. Dân số thời điểm năm 2011 là 2.046 người.